# Просветлённая ночь
«Просветлённая ночь» (точнее «Преображённая ночь», нем. Verklärte Nacht) Op. 4 — произведение Арнольда Шёнберга, написанное в 1899 году, одно из вершинных достижений позднего романтизма и первое значительное сочинение этого автора. Средняя продолжительность звучания 27 минут.

## История создания

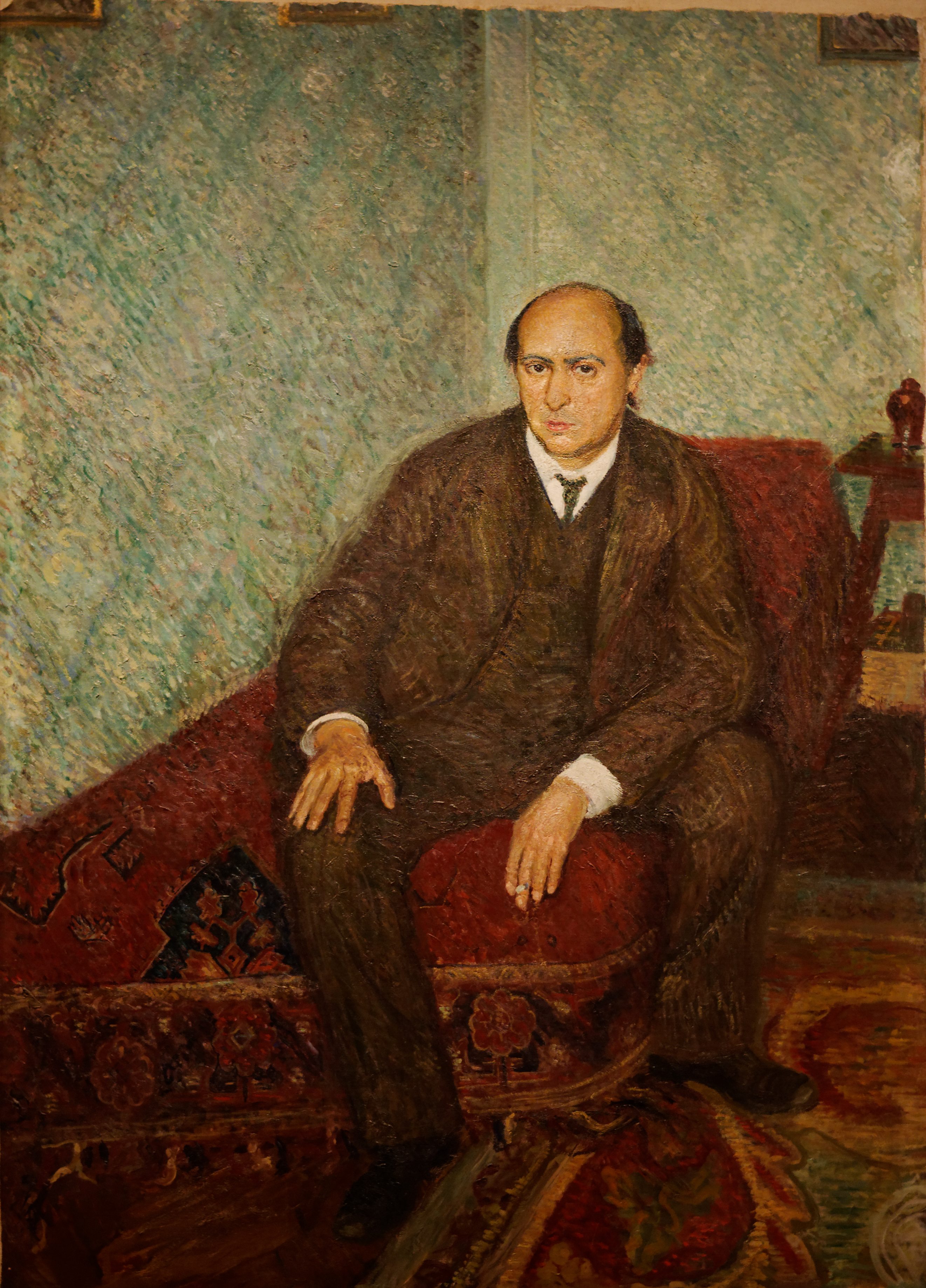
Арнольд Шёнберг (портрет работы Рихарда Герстля, 1905)

Источником вдохновения Шёнбергу послужило одноимённое стихотворение Рихарда Демеля (1896), в котором действуют мужчина и женщина, оказавшиеся вдвоём в лесу: женщина признаётся мужчине в том, что ребёнок, которым она беременна, — не от него, мужчина отвечает, что душевное тепло, которое они дарят друг другу, преображает этого ребёнка, и он становится его ребёнком. Демель после премьеры «Просветлённой ночи» прислал Шёнбергу письмо с благодарностью.
Шёнберг сочинил «Просветлённую ночь» за несколько недель, отдыхая в городке Пайербах вместе со своим учителем Александром фон Цемлинским и его сестрой Матильдой, которая двумя годами позже стала женой Шёнберга; к этому времени Шёнберг уже был влюблён. Первоначальная партитура, для струнного секстета (две скрипки, два альта, две виолончели), была завершена 1 декабря. В 1917 году Шёнберг переинструментовал «Просветлённую ночь» для струнного оркестра, в 1943 г. внёс в оркестровую версию ряд поправок, связанных с темпами, артикуляцией и балансом инструментов. Существует также сделанное Эдуардом Штейерманом переложение для фортепианного трио.

## Характеристика музыки
Композиционно стихотворение Демеля состоит из пяти частей, и произведение Шёнберга, хотя и не делится формально на части, в целом следует этой пятичастной композиции. В поздних, 1950 года, заметках по поводу «Просветлённой ночи» Шёнберг показывает на многочисленных примерах, что конкретные места в его музыке соответствуют конкретным строчкам и фразам в исходном стихотворном тексте.
В интервью 1902 года для «Немецкой газеты музыкантов» (нем. Deutsche Tonkünstler-Zeitung) Шёнберг указал, что написанный им секстет был для него попыткой перенести в сферу камерной музыки открытия новейшего симфонизма. Эти открытия для раннего Шёнберга лежали, с одной стороны, в симфониях Иоганнеса Брамса, из размышлений над структурой которых он взял свою идею «развивающей вариации» (нем. entwickelnde Variation), а с другой стороны — в музыке Рихарда Вагнера (особенно в опере «Тристан и Изольда»), из которой Шёнберг извлекал уроки гармонии.

## История исполнений
Премьера «Просветлённой ночи» состоялась в Вене только 18 марта 1902 года, после того, как Венское музыкальное общество первоначально отклонило её. Играл квартет Розе (Арнольд Розе и Альберт Бахрих — скрипки, Антон Рузицка — альт, Фридрих Буксбаум — виолончель) и присоединившиеся к нему Франц Йелинек (второй альт) и Франц Шмидт (вторая виолончель), секстет занял место в программе между квартетом Германа Греденера и квинтетом Иоганнеса Брамса. Реакция публики и критики была крайне противоречивой — как из-за моральных претензий к стихотворению Демеля, романтизирующему внебрачный секс, так и из-за шёнберговских необычных гармоний. Этот же состав исполнителей повторил «Просветлённую ночь» 21 марта 1904 года в Праге, однако до этого он ещё прозвучал 30 октября 1902 года в Берлине в исполнении струнного квартета Вальдемара Майера (вторая скрипка Макс Хайнеке, альт Бертольд Хайнц, виолончель Альбрехт Лёффлер, также второй альт Виллибальд Вагнер и вторая виолончель Макс Шульц-Фюрстенбург).

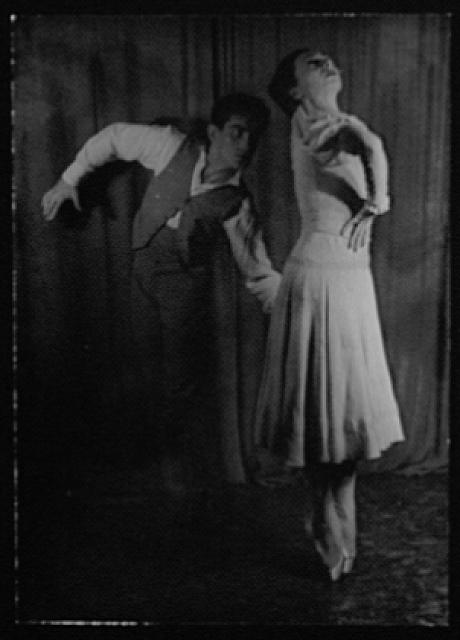
Хью Лэйн и Нора Кэй в балете Э. Тюдора «Огненный столп» (1942)

В 1924 году расширенный состав струнного квартета Спенсера Дайка осуществил в Англии первую запись «Просветлённой ночи» в редакции для струнного секстета. В том же году и тоже в Англии состоялась премьера оркестровой версии, струнным оркестром дирижировал Эдвард Кларк; эта редакция была впервые записана в 1934 г. Миннеаполисским оркестром под управлением Юджина Орманди. В истории исполнений первоначальной редакции выделяется Голливудский струнный квартет, в 1950 году посетивший дома больного Шёнберга и сыгравший для него его раннюю музыку; композитор, изначально отнёсшийся к этой идее скептически, был настолько впечатлён, что сам написал текст для выпущенной этим коллективом записи. Оркестровая редакция исполнялась и записывалась значительно чаще, выделяются записи Сент-Луисского симфонического оркестра (1945, дирижёр Владимир Гольшман), Берлинского филармонического оркестра (дирижёр Герберт фон Караян), Венского филармонического (1958) и Нью-Йоркского филармонического (1960) оркестров, в обоих случаях под управлением Димитриса Митропулоса.
Музыка «Просветлённой ночи» неоднократно становилась основой балетных постановок, из которых наиболее известен балет Энтони Тюдора «Огненный столп» (англ. Pillar of Fire; 1942), поставленный в Нью-Йорке в Театре балета.